# Веселівська сільська рада (Красилівський район)
Весе́лівська сільська́ ра́да — адміністративно-територіальна одиниця та орган місцевого самоврядування у Красилівському районі Хмельницької області. Адміністративний центр — село Веселівка.

## Загальні відомості
Веселівська сільська рада утворена в 1946 році.
- Територія ради: 32,709 км²
- Населення ради: 654 особи (станом на 2001 рік)
- Територією ради протікає річка Південний Буг

## Населені пункти
Сільській раді були підпорядковані населені пункти:
- с. Веселівка
- с. Берегелі
- с. Пашутинці

## Склад ради
Рада складалася з 12 депутатів та голови.
- Голова ради: Сінчук Марія Василівна
- Секретар ради: Козубняк Олена Павлівна

### Керівний склад попередніх скликань
| Прізвище, ім'я, по батькові | Основні відомості                                                                                   | Дата обрання | Дата звільнення |
| --------------------------- | --------------------------------------------------------------------------------------------------- | ------------ | --------------- |
| Сінчук Марія Василівна      | Сільський голова, 1952 року народження, освіта середня спеціальна, член Української Народної Партії | 26.03.2006   | 31.10.2010      |
| Сінчук Марія Василівна      | Сільський голова, 1952 року народження, освіта середня спеціальна, позапартійна                     | 31.10.2010   |                 |

Примітка: таблиця складена за даними сайту Верховної Ради України

### Депутати
За результатами місцевих виборів 2010 року депутатами ради стали:

#### За суб'єктами висування
| Суб'єкт висування | Кількість обраних депутатів | %    |
| ----------------- | --------------------------- | ---- |
| Народна партія    | 5                           | 41,7 |
| Партія регіонів   | 5                           | 41,7 |
| Єдиний Центр      | 2                           | 16,7 |

#### За округами
| № округу        | Прізвище, ім'я, по батькові | Дата визнання обраним | Освіта             | Партійна приналежність | Відомості про обраного депутата                                |
| --------------- | --------------------------- | --------------------- | ------------------ | ---------------------- | -------------------------------------------------------------- |
| Єдиний Центр    |                             |                       |                    |                        |                                                                |
| 1               | Карнаух Леся Борисівна      | 03.11.2010            | середня спеціальна | член Партії регіонів   | тимчасово не працює                                            |
| 9               | Блажевич Надія Василівна    | 03.11.2010            | середня спеціальна | позапартійна           | Веселівська сільська рада, головний бухгалтер                  |
| Народна Партія  |                             |                       |                    |                        |                                                                |
| 3               | Шандору Тетяна Мусіївна     | 03.11.2010            | середня спеціальна | позапартійна           | Красилів ПАТ «Хмельницькгаз», секретар-друкарка                |
| 4               | Свістак Оксана Василівна    | 03.11.2010            | середня спеціальна | позапартійна           | тимчасово не працює                                            |
| 5               | Козубняк Олена Павлівна     | 03.11.2010            | вища               | позапартійна           | Веселівська сільська рада, секретар                            |
| 7               | Кушнірук Людмила Василівна  | 03.11.2010            | середня спеціальна | позапартійна           | загальноосвітня школа І-ІІ ст., вчитель                        |
| 12              | Панок Олександр Васильович  | 03.11.2010            | середня спеціальна | позапартійний          | тимчасово не працює                                            |
| Партія регіонів |                             |                       |                    |                        |                                                                |
| 2               | Драч Леонід Вікторович      | 03.11.2010            | вища               | позапартійний          | тимчасово не працює                                            |
| 6               | Поліщук Петро Вікторович    | 03.11.2010            | вища               | позапартійний          | тимчасово не працює                                            |
| 8               | Круль Тетяна Вікторівна     | 03.11.2010            | середня            | позапартійна           | СТОВ «Агро світ», комірник                                     |
| 10              | Голуб Володимир Олексійович | 03.11.2010            | середня спеціальна | позапартійний          | тимчасово не працює                                            |
| 11              | Остапчук Людмила Євгенівна  | 03.11.2010            | середня спеціальна | позапартійна           | Красилівське міське споживче товариство, продавець с. Берегелі |